# Lesley Barber
Pour les articles homonymes, voir Barber.
Lesley Barber, née le 23 juin 1968 à Guelph, est une compositrice de musique de cinéma, de théâtre, de musique de chambre et d'ensemble orchestral canadienne. Elle est également chef d'orchestre[réf. souhaitée] et multi-instrumentiste.

## Biographie
Lesley Barber est ouvertement lesbienne. Elle a deux filles avec sa partenaire, la réalisatrice Patricia Rozema.

## Filmographie
- 1995 : When Night Is Falling
- 1995 : What's His Face (court métrage)
- 1996 : Turning April
- 1997 : Bach Cello Suite #6: Six Gestures
- 1997 : Los Locos
- 1997 : Yo-Yo Ma Inspired by Bach (série télévisée)
- 1998 : A Price Above Rubies
- 1998 : Luminous Motion
- 1999 : Mansfield Park
- 2000 : This Might Be Good (court métrage)
- 2000 : You Can Count on Me
- 2001 : The Little Bear Movie
- 2002 : Hysterical Blindness (téléfilm)
- 2002 : Marion Bridge
- 2002 : The Real Jane Austen (téléfilm documentaire)
- 2000-2003 : Seven Little Monsters (série télévisée) (38 épisodes)
- 1995-2003 : Little Bear (série télévisée) (64 épisodes)
- 2006 : Comeback Season
- 2007 : A Thousand Years of Good Prayers
- 2008 : Death in Love
- 2009 : Victoria Day
- 2010 : Girls on Top (documentaire)
- 2011 : A Child's Garden of Poetry (téléfilm)
- 2011 : The Moth Diaries
- 2012 : The Pool Date (court métrage)
- 2013 : The Scan (court métrage)
- 2013 : Pete's Christmas (téléfilm)
- 2015 : How to Change the World (documentaire)
- 2016 : Manchester by the Sea
- 2016 : The Apology (documentaire)
- 2016 : A Better Man (documentaire)
- 2018 : L'Internat (Boarding School) de Boaz Yakin
- 2018 : Une femme de tête de Haifaa al-Mansour
- 2020 : Ma belle-famille, Noël et moi (Happiest Season) de Clea DuVall
- 2023 : Maybe I Do de Michael Jacobs